# Древни ванземаљци
Древни ванземаљци је америчка телевизијска серија која истражује хипотезу о древним астронаутима, претходним контактима људи и ванземаљаца, НЛО-е, владине завере и сродне псеудонаучне теме, као што су гледање на даљину и психички феномени, у некритичном, документарном формату. Епизоде, у којима је наратор Роберт Клотворти, почињу и завршавају се реторичким питањима. У продукцији Prometheus Entertainment, серија се емитује на Хистори и другим А&Е мрежама од 2010. Серија је била мета критика због померања фокуса канала са  класичне историје и због промовисања неортодоксних или недоказаних хипотеза као чињеница.
Серија је инспирисана делима Ериха фон Деникена и Захарије Сичина, између осталих писаца. Радови Грејама Хенкока, Роберта Баувала, Чарлса Хапгуда и Едгара Кејсија се такође помињу у многим епизодама. Продуцент Јоргос Цукалос и писац Дејвид Чајлдрес су редовни гости у епизодама.
Серија је отпочела као двосатни документарни филм који је емитовала Хистори 2009. године, а наставила се три сезоне као водећи. Сезоне од 4 до 7 су емитоване на Х2, са честим репризирањем епизода на Хисторију и другим А&Е сервисима. Године 2015, серија се вратила у историју након што је Х2 поново покренут као Vice on TV. Сезона 15 је премијерно приказана 2020. Због пандемије ковида 19 продукција је била паузирана, сезона је завршена након само 12 епизода, међутим емитовано је само 10 епизода. Серија је настављена са шеснаестом сезоном у новембру 2020. Осамнаеста сезона је почела да се емитује у јануару 2022.
Серија је пародирана у епизоди Саут Парка из 2011. A History Channel Thanksgiving. Екшон Бронсон је реаговао на серију у две сезоне Вајсове Action Bronson Watches Ancient Aliens. Вилијам Шатнер, који је испричао документарни филм Мистерије богова из 1976. године, појавио се у епизоди 16. сезоне Вилијам Шатнер упознаје древне ванземаљце. Касније је рекао Инверсу да је био сумњичав у вези целе ствари, додајући да се нешто дешава. Смитсонијан је, између осталих, критиковао серију због тога што је преплавила гледаоца фикцијама и изобличењима користећи реторску технику гиш галоп. Брајан Данинг је оценио серију као „шамар генијалности људске расе“.

## Продукција
Кевин Бернс је био извршни продуцент Древних ванземаљаца све до своје смрти 2020. Бернс је такође режирао и написао пилот епизоду. Јоргос Цукалос служи као продуцент консултант и истакнути је гост који се појављује у свакој епизоди. Истраживач НЛО-а Ц. Скот Литлтон служио је као консултант продулкције током развоја програма па до своје смрти 2010.
Серија је лансирана као двочасовни документарни филм за Хистори. Првобитно је емитован 8. марта 2009, специјал је поново приказан неколико пута и сада је упакован у серију као пилот епизода.
Древни ванземаљци: Серија се емитовала на Хисторију од 2010. до 2011, а затим је пребачена на Х2 где је промовисана као једна од водећих серија мреже, до 2014. године. Често поновно емитовање епизода настављено је на главном каналу, са најзанимљивијим детаљима и одабраним епизодама које се емитују на А&Е и Lifetime.
Дана 10. априла 2015, серија се поново приказује на Хисторију након што је Х2 поново покренут као Vice on TV. Као одговор на жалбе незадовољних фанова, ТВ станица је креирала Action Bronson Watches Ancient Aliens. Хистори је обновила Древне ванземаљце за петнаесту, а наводно и последњу сезону, која је премијерно приказана 24. јануара 2020. Због пандемија ковида 19 планови продукције били су поремећени, сезона је завршена након што је емитовано дванаест завршених епизода. Продукција је убрзо поново покренута, а шеснаеста сезона је почела 13. новембра 2020.

### Премиса и космологија
Премиса серије је заснована и инспирисана псеудонаучном хипотезом о древним астронаутима која је раније популаризована у Сумрак богова Ериха фон Деникена и 12. планета Зехарије Сичина, који тврди да су ванземаљска бића посетила Земљу у антици или праисторији и упознала примитивне људе са цивилизацијом, архитектуром и високом технологијом. Многа, ако не и сва достигнућа древног човека у језику, математици, науци, технологији и изградњи камена, као што су египатске пирамиде, Пумапунку, Теотикван и Стоунхенџ, приписују се утицају ванземаљаца. Тврди се да се остаци ванземаљских посета налазе у верским текстовима, древним митовима и легендарним историјама, поред фрагмената који се налазе у текстовима и праксама хиндуизма, древне египатске религије, гностичког хришћанства и мормонизма. Хипотеза такође наводи да су древне посете оставиле етимолошке остатке у многим светским језицима, као што су корен речи за „Дагон“, „змај“, „пас“ и „ Данан “, или честа појава префикса ану, значења „пријатељ“ или „посетилац“. Тврдње да су анатомски модерни људи резултат генетске модификације или да модерни људи некако биолошки потичу од древних ванземаљаца - хипотеза коју су такође популаризовали фон Деникен и Сичин.
Тврдње у вези са теоријама завере о НЛО, отмицама ванземаљаца, инцидентима у Розвел и Рендлшам шуми, панспермији и људском истраживању свемира, заузимају истакнуто место у многим епизодама.

### Стил презентације
Серија приказује све тврдње гостију у некритичком формату. Нарација уоквирује одговоре на такве тврдње као реторичка питања. Сумрак богова је користио сличан метод приповедања. Након што је одређена тврдња представљена и истражена до неких детаља, нарација се прекида са: „Можда се може наћи још доказа...“ Уводи се још једна локација, археолошки налаз или догађај, који има хипотетичку везу са претходном тврдњом. Магазин Смитсонијан описао је овај стил презентације као гиш галоп. Термини као што су „древни астронаути”, „древни ванземаљци", „ванземаљски посетиоци”, „ванземаљска бића”, „древни богови” и „бића са другог света”, користе се наизменично од стране гостију и наратора. Гости често мешају значење термина „теорија“ и „хипотеза“.
У многим епизодама се мало користе прецизни датуми. Гости користе углавном неодређене термине као што су далека прошлост или праисторијска времена. Многи гости у серији су тврдили да је напредна људска цивилизација уништена на крају леденог доба.
Писац Дејвид Чајлдрес, који се појављује у свакој епизоди, своје коментаре често завршава узвиком: „—вероватно ванземаљци“. Он и Цукалос тврде да су древним народима недостајале речи да опишу „технолошке“ или „високотехнолошке“ уређаје, као што су ракете или пројектили, напредно оружје, авиони, моторна копнена возила и медицински инструменти, о чему су древни људи наводно били сведоци. Према њиховим тврдњама, наши преци су технолошки напредне ванземаљце називали боговима.
Геолог Роберт Шох рекао је да се делови његових интервјуа за потребе серије понекад убацују у готове епизоде на начин који је ван контекста или потпуно одвојен од питања која му се постављају испред и ван камере.

### Чести гости
Ерих фон Деникен је гост у пилот епизоди, поред тога је у фокусу две биографске епизоде: „Фон Деникен легат“, у 5. сезони, и „Ванземаљски феномени“, у 13. сезони.
У првој сезони, акредитовани научници и професионалци, као што су Сара Сигер и Мајкл Денинг, одговарали су на тврдње других гостију, али њихова побијања нису била ригорозна. У наредним епизодама, научници и професионалци нуде објашњења научних феномена или историјских догађаја без потврђивања тврдњи других гостију, или нуде личне коментаре. Психолог Џонатан Јанг појављује се у 123 епизоде, пружајући објашњења митова и легенди и легендарне историје. Ванредни професор Бостонског универзитета Роберт М. Шох представља своју хипотезу водене ерозије Сфинге, као и своју хипотезу о старости и сврси Гобекли Тепеа, у неколико епизода.
Водитељ радио емисија Џорџ Нури појављује се у преко 80 епизода, укључујући пилот епизоду. Свештеник Бери Даунинг, познат по томе што је анђеле у Библији описао као древне астронауте, појављује се у пилот епизоди, а његови коментари се понављају у неколико других епизода. Писци Роберт Баувал и Грејам Хенкок појављују се у многим епизодама. Обојица изражавају скептицизам према премиси древних ванземаљаца и проширују сопствене теорије о древним цивилизацијама.
Сегменти и најзанимљивији делови свих епизода прве сезоне, укључујући пилот, монтирани су у касније епизоде до 12. сезоне, тако да се гости који су се појавили у првој сезони наводно појављују у каснијим сезонама, иако су снимци њихових интервјуа рециклирани.

### Докази
У многим епизодама се нуди мало емпиријских доказа који подржавају представљене тврдње, уместо тога многи сегменти се фокусирају на артефакте који нису на месту, као што су: Лондонски чекић, механизам Антикитере или објекат Аиуд; или се сегменти фокусирају на наводне недоследности у прихваћеном историјском запису. Гости расправљају о доказима који поткрепљују њихове тврдње уопштено или апстрактно. Неки гости су навели да су професионалци и влада потиснули доказе о древним мистеријама.
Од 12. сезоне надаље, епизоде су укључивале сегменте у којима су докази који потенцијално подржавају хипотезу о древним астронаутима подвргнути тестирању од стране акредитованих научника и медицинских стручњака на камери. У епизоди „Научни ратови“ издужена лобања је била подвргнута МРИ прегледу, а ДНК је извађен и тестиран. У епизоди „Звездани богови Сиријуса” геолози су испитивали плаво, порозно камење богато азотом. Међутим, ниједан од добијених резултата — од лобање, камења или других предмета прегледаних у каснијим епизодама - није био убедљив.

### Остале тврдње
Гости су изнели друге непроверене историјске и псеудонаучне хипотезе које се односе на, или зависе од разумевања: Атлантиде, леј линија, катаклизмичко померање полова; различити облици хришћанског и хиндуистичког креационизма, или псеудоисторије коју промовишу различити верски покрети; митски елементи Кабале, Зохара и Енохове књиге; и разни нови верски покрети. Ове хипотезе и тврдње се разматрају у оквиру космологије древних астронаута.
Други у серији истражени концепти укључују исцељење вером, гледање на даљину и разне психичке феномене. Бројни гости расправљају о разним облицима катастрофизма. У различитим епизодама, гости су тврдили да су истакнуте историјске личности или биле под утицајем или су можда биле „ванземаљска“ или „онострална бића“.
Гости су такође разговарали о неповезаним псеудонаучним тврдњама, као што су: коегзистирање диносауруса са људима до недавног изумирања, кристално исцељење и кристалне лобање, као и масонерија, розенкројцеризам и нови светски поредак.
Пре децембра 2012, неколико епизода је истраживало аспекте пророчанства Маја о судњем дану из 2012. Епизоде „Завера Маја“ и „Пророчанства судњег дана“, које су емитоване у фебруару 2012., истраживале су календар Маја и његову везу са изградњом Паленкеа, бога Кукулкана, поред веза између цивилизације Маја и хипотезе древних астронаута. Епизоде које се фокусирају на Месоамерику емитоване након 2012. не помињу феномен из 2012. године. У епизоди "Божја честица", гости су повезивали дуго рачунање Маја са открићем Хигсовог бозона.

## Епизоде
| Сезона | Епизоде | Епизоде | Датим приказивања   | Датим приказивања   |
| Сезона | Епизоде | Епизоде | Почетак емитовања   | Крај емитовања      |
| ------ | ------- | ------- | ------------------- | ------------------- |
| Пилот  | Пилот   | Пилот   | март 8, 2009.       | март 8, 2009.       |
| 1      | 5       | 5       | 20. април, 2010.    | 25. мај , 2010.     |
| 2      | 10      | 10      | 28. октобар, 2010.  | 30. децембар, 2010. |
| 3      | 16      | 16      | 28. јул, 2011.      | 23. новембар, 2011. |
| 4      | 10      | 10      | фебруар 17, 2012.   | мај 4, 2012.        |
| 5      | 12      | 12      | децембар 21, 2012.  | април 19, 2013.     |
| 6      | 11      | 11      | септембар 30, 2013. | децембар 13, 2013.  |
| 7      | 8       | 8       | јануар 24, 2014.    | март 14, 2014.      |
| 8      | 9       | 9       | јун 13, 2014.       | август 22, 2014.    |
| 9      | 12      | 12      | октобар 31, 2014.   | мај 1, 2015.        |
| 10     | 10      | 10      | јул 24, 2015.       | октобар 9, 2015.    |
| 11     | 15      | 15      | мај 6, 2016.        | септембар 2, 2016.  |
| 12     | 16      | 16      | април 28, 2017.     | септембар 15, 2017. |
| 13     | 15      | 15      | април 27, 2018.     | јануар 7, 2019.     |
| 14     | 22      | 22      | мај 31, 2019.       | новембар 29, 2019.  |
| 15     | 12      | 12      | јануар 24, 2020.    | април 18, 2020.     |
| 16     | 10      | 10      | новембар 13, 2020.  | март 12, 2021.      |
| 17     | 7       | 7       | август 6, 2021.     | октобар 8, 2021.    |
| 18     | 20      | 20      | јануар 7, 2022.     | септембар 16, 2022. |

## Пријем
Програм је имао 1,676 милиона гледалаца крајем октобра 2010, 2.034 милиона прегледа средином децембра (за епизоду „Необјашњене структуре”), а крајем јануара 2011. серија је имала 1.309 милиона прегледа

### Критички одговор
Серију су критиковали историчари, космолози, археолози и други научници због представљања и промоције псеудонауке, псеудоисторије и псеудоархеологије као чињеница. Епизоде се често окарактеришу као „натегнуте“, „веома спекулативне“, и „разложно објашњавају теорије које сугеришу да су астронаути слободно лутали Земљом у давна времена“. Многе тврдње гостију нису опште прихваћене као чињенице од стране научне заједнице. Током 2009. години, професор историје Роналд Х. Фриц приметио је да псеудонаука има периодичну популарност у САД:
У поп културу са кратким сећањем и незаситим апетитом, ванземаљци и пирамиде и изгубљене цивилизације се рециклирају као модни трендови.
Бред Локвуд из Форбса окарактерисао је Древне ванземаљце као пример скретања Хистори канала ка „програмима посвећеним чудовиштима, ванземаљцима и заверама“. Додао је да Древни ванземаљци пркосе свакој могућности да суспендују неверицу ради забаве“.
Саут Парк је 2011. године пародирао серију у епизоди A History Channel Thanksgiving. Ремзи Ислер из ИГН -а је прокоментарисао: „Циљано је директно на Древне ванземаљце “. Стил анимације Саут Парка направио је „савршену сатиру све смешности ове серије, укључујући црно-бела уметничка дела са ванземаљцима који су фотографисани, и интервјуее са људима сумњивог ауторитета“.
Научна списатељица Рајли Блек била је критична према серији — посебно према епизоди која је сугерисала да су „ванземаљци истребили диносаурусе да би направили место нашој врсти“ — коју је окарактерисала изразито негативно. Блек је оптужила серију да користи технику гиш галопа како би преплавила гледаоца многим „фикцијама и дисторзијама“. Други су скренули пажњу на мали број супротстављених гледишта, као што је Кенет Федер, професор археологије на Централном државном универзитету Конектиката и аутор књиге Преваре, митови и мистерије: наука и псеудонаука у археологији . Њему су се обратили продуценти са захтевима да се појави у неколико епизода: „Мој одговор је био, био бих срећан да будем у вашој емисији, али треба да знате да ја мислим да је хипотеза о древним астронаутима одвратно срање.” Додао је: „Нисам се чуо од њих, прилично невероватно. Дакле, претпостављам да их можда не занима друга тачка гледишта.“ Године 2016, ТВ продуцент Џордан Кинли је рекао о тврдњама Древних ванземаљаца:
Осећате се помало изгубљено када неко доводи у питање наративе о историји коју сте научили. Не верујем много у оно о чему се говори… али мислим да је добро време да људи схвате да је део наше историје фабрикован. Део је креиран да буде тачан, а део да оправда ужасне ствари које су се десиле.
У издању Public Archaeology за 2019. Франко Д. Роси са Универзитета Џонс Хопкинс објавио је ретроспективу свог искуства на Конференцији ванземаљаца у Бостону 2018. Он је Древне ванземаљце и њихове обожаваоце окарактерисао као „фандом научне фантастике” који је такође трговао „дезинформацијама” и „заверама”. Он је упозорио да ће професионалци у различитим областима историје морати да рачунају на хипотезу древних астронаута и њене присталице. У марту 2020., подкастер Брајан Данинг оспорио је и разоткрио многе тврдње представљене у Древним ванземаљцима. На крају треће епизоде, Данинг је цитирао књиге Кенета Федера Frauds, Myths, and Mysteries: Science and Pseudoscience in Archaeology:
Схватам да сам за неке од вас пакостан, саркастичан и непопустљив по овом питању. И у праву сте. Али пред емисијом, и њеном суштином, филозофијом која је заснована на претпоставкама које деградирају и омаловажавају инхерентну људску способност да изуми, створи, изгради, сарађује и да дорасте прилици да реши техничке изазове, у садашњости као и у прошлости [...]
Данинг је нагласио Федеров закључак: „Ја тврдим да су пакост и нефлексибилност потпуно одговарајући одговори.

### Критички одговор гостију
Многи гости приказани у епизодама серије јавно су изразили скептицизам према претпоставци серије или хипотези о древним астронаутима. У пилот епизоди, сестра Илија Делио из Вашингтонске теолошке уније поновила је раније дате коментаре  о склоности ка буквализму уобичајеном међу присталицама хипотезе о древним астронаутима.
На саслушању Представничког дома за науку 2014. године, Сет Шостак је рекао: „Јавност је фасцинирана идејом да нас можда посећују сада, или можда у прошлости“, али нема доказа који би уверили јавност „да били смо посећени у [историјска] времена“. Шостак се појавио у дванаест епизода. У епизоди из 2018. године подкаста The Joe Rogan Experience, Роберт Шох је рекао да промотери хипотезе о древним астронаутима „желе да све буде 'древни ванземаљци'", што је по његовом мишљењу била "нека врста изигравања". Он је додао да су ти исти промотери често мотивисани да продају књиге, ДВД-ове и карте за конференције уместо да износе чињенице. Веровање у хипотезу о древним ванземаљцима и друге древне мистерије „пуни празнину” за неке људе, према Шоху, али он „покушава да испуни ту празнину нечим стварним".
Вилијам Шатнер, који се појавио у епизоди 16. сезоне „Вилијам Шатнер упознаје древне ванземаљце“, рекао је за Инверс: „Имао сам неке жустре дискусије са овим стручњацима који верују да су ванземаљци били овде, и као и већина људи, био сам у недоумици у вези целе ствари. Додао је: „довољно су ме заинтригирали да помислим да се нешто дешава."

## Повезано

### Древни ванземаљцимем
Појављивања Ђорђа Цукалоса у серији инспирисала су мем о Древним ванземаљцима са снимцима екрана Цукалоса који истичу његову необичну фризуру прекривену натписом: „Не кажем да су то били ванземаљци… али су били ванземаљци“. Цукалос није дао цитирану изјаву ни у једној епизоди. Варијације мема су отпремили корисници још у новембру 2010. Према Dictionary.com, мем је опонашао „тон убеђења који је Цукалос користио да представи неосновану далековидну псеудологију као чињеницу“.
Током Редит АМА 2015, Цукалос је рекао да му се допао мем, додајући да је „велика част што ме је пригрлио“ интернет. Током интервјуа 2016. за CNN Philippines Цукалосова мемефикација је опширно разматрана. Интервју је касније објављен на интернету под називом Упознајте фризера из Древних ванземаљаца. Године 2021, Цукалос се појавио као камео у епизоди Resident Alienс у којој га је главни лик описао као „тај висококоси господин". Епизода је укључивала неколико референци на Цукалосову фризуру и на Древне ванземаљце.

### Ејлијен Кон
Од 2016. до 2018. А&Е Нетворкс је копродуцирао неколико наставака Ејлијен Кона, конвенције инспирисане серијом. Снимци са конвенција 2016. и 2017. појавили су се у неколико епизода које су емитоване током 11. и 12. сезоне. Најзанимљивији догађаји са конвенције из новембра 2018. у Балтимору укључени су у неколико епизода које су емитоване 2019. године, од којих је најистакнутија епизода „Пројекат хибрид“.

### Action Bronson Watches Ancient Aliens
Године 2016. Vice on TV је објавио Action Bronson Watches Ancient Aliens, након чега је уследила серија од десет епизода, касније преименована у Путовање звездама. У свакој епизоди се појављује репер Екшн Бронсон и славни гости који реагују на епизоде Древних ванземаљаца док су под утицајем канабиса. Бронсон је похвалио Древне ванземаљце, рекавши да је то „најбоља ствар коју је човек икада створио“. Према продуцентима Џордану Кинлију и Хани Грег, Путовање звездама је развијено као одговор на притужбе незадовољних гледалаца Н2 који је Vice on TV заменио. Путовање звездама је обновљено за другу сезону 2019.

### Друге серије историје и повезивања
Многи гости који се појављују на Древним ванземаљцима појављују се у другим остварењима ТВ канала Хистори, као што су The Secret of Skinwalker Ranch, America's Book of Secrets и The Curse of Oak Island.
Илустровани пратилац серије објављен је у новембру 2016 ( 978-0-06-245541-3 ) који је понудио преглед хипотезе древних астронаута и уводе у низ тема које је серија истраживала до 11. сезоне. Аудио књига настала адаптацијом илустрованог пратиоца садржи гласове Јоргоса А. Цукалоса, Анђеле Картрајт, Била Мамија, Роберта Клотвортија и продуцента Кевина Барнса.
Вилијам Шатнер, који се појављује у две епизоде Древних ванземаљаца, наратор је The UnXplained који истражује многе теме представљене у епизодама. Шатнер је био наратор верзије на енглеском језику Mystery of the Gods (1976) која је заснована на фон Деникеновим књигама објављеним након Сумрак богова.

## Филмска адаптација
У априлу 2021, Counterbalance Entertainment је објавио да је закључио уговор са Legendary Entertainment за продуцирање филмске адаптације Древних ванземаљаца. Џош Хилд, творац филма Кобра Кај, режираће сценарио који је написао Лук Рајан, који ће такође бити извршни продуцент. У јулу 2022,  Legendary је најавио да ће Крег Титли написати сценарио за играни филм са Џошом Хилдом који ће режирати у партнерству са Counterbalance Entertainment.